# Seznam All Star týmů mistrovství světa v ledním hokeji
Seznam uvádí All Star týmy, vyhlašované na mistrovstvích světa v ledním hokeji (brankář, dva obránci a tři útočníci).
| Rok  | brankář            | obranná dvojice                      | útočníci                                             | Zdroj  |
| ---- | ------------------ | ------------------------------------ | ---------------------------------------------------- | ------ |
| 1961 | Seth Martin        | Harry Smith, Darryl Sly              | Boris Majorov, Mike Lagace, Miroslav Vlach           |        |
| 1962 | Lennart Häggroth   | Harry Smith, Douglas                 | McLeod, Nilsson, Sterner                             |        |
| 1963 | Kjell Svensson     | Harry Smith, Alexandr Ragulin        | Miroslav Vlach, Tambellini, Mild                     |        |
| 1964 | Seth Martin        | Alexandr Ragulin, Seiling            | Bourbonnais, Jakušev, Josef Černý                    |        |
| 1965 | Vladimír Dzurilla  | Alexandr Ragulin, František Tikal    | Loktěv, Almětov, Jaroslav Jiřík                      |        |
| 1966 | Seth Martin        | Alexandr Ragulin, Begg               | Loktěv, Huck, Alexandrov                             |        |
| 1967 | Carl Wetzel        | Alexandr Ragulin, Brewer             | Firsov, Almětov, Alexandrov                          |        |
| 1968 | Ken Broderick      | Jan Suchý, Lennart Svedberg          | František Ševčík, Huck, Firsov                       |        |
| 1969 | Vladimír Dzurilla  | Jan Suchý, Lennart Svedberg          | Firsov, Sterner, Václav Nedomanský                   |        |
| 1970 | Viktor Konovalenko | Jan Suchý, Lennart Svedberg          | Malcev, Václav Nedomanský, Firsov                    |        |
| 1971 | Jiří Holeček       | Jan Suchý, Koskela                   | Malcev, Vikulov, Charlamov                           |        |
| 1972 | Jiří Holeček       | Oldřich Machač, František Pospíšil   | Vikulov, Malcev, Charlamov                           |        |
| 1973 | Jiří Holeček       | Börje Salming, Gusev                 | Michajlov, Petrov,Charlamov                          |        |
| 1974 | Curt Larsson       | Valerij Vasiljev, Sjöberg            | Vladimír Martinec, Václav Nedomanský, Jakušev        |        |
| 1975 | Vladislav Treťjak  | Pekka Marjamäki, Valerij Vasiljev    | Vladimír Martinec, Petrov, Jakušev                   |        |
| 1976 | Jiří Holeček       | Mats Waltin, František Pospíšil      | Vladimír Martinec, Milan Nový, Charlamov             |        |
| 1977 | Göran Högosta      | František Pospíšil, Valerij Vasiljev | Vladimír Martinec, Petrov, Balderis                  |        |
| 1978 | Jiří Holeček       | Jiří Bubla, Valerij Vasiljev         | Malcev, Ivan Hlinka, Kapustin                        |        |
| 1979 | Vladislav Treťjak  | Jiří Bubla, Valerij Vasiljev         | Michajlov, Petrov, Makarov                           |        |
| 1981 | Peter Lindmark     | Robinson, Valerij Vasiljev           | Makarov, Malcev, Kapustin                            |        |
| 1982 | Jiří Králík        | Alexej Kasatonov, Fetisov            | Makarov, Gretzky, Barber                             |        |
| 1983 | Vladislav Treťjak  | Alexej Kasatonov, Fetisov            | Makarov, Larionov, Krutov                            |        |
| 1985 | Jiří Králík        | Alexej Kasatonov, Fetisov            | Makarov, Vladimír Růžička, Krutov                    |        |
| 1986 | Peter Lindmark     | Alexej Kasatonov, Fetisov            | Makarov, Larionov, Krutov                            |        |
| 1987 | Dominik Hašek      | Kiessling, Fetisov                   | Makarov, Truntschka, Krutov                          |        |
| 1989 | Dominik Hašek      | Eldebrink, Fetisov                   | Makarov, Bykov, Yzerman                              |        |
| 1990 | Dominik Hašek      | Tatarinov, Fetisov                   | Chomutov, Yzerman, Robert Reichel                    |        |
| 1991 | Sean Burke         | Kasatonov, Fetisov                   | Kurri, Rundqvist, Kamenskij                          |        |
| 1992 | Markus Ketterer    | Jutila, František Musil              | Varvio, Petr Hrbek, Sundin                           |        |
| 1993 | Petr Bříza         | Manson, Bjakin                       | Renberg, Lindros, Dahlén                             |        |
| 1994 | Bill Ranford       | Jutila, Svensson                     | Kurri, Koivu, Kariya                                 |        |
| 1995 | Roman Turek        | Jutila, Sjödin                       | Lehtinen, Koivu, Peltonen                            |        |
| 1996 | Roman Turek        | Michal Sýkora, Žitnik                | Otakar Vejvoda, Robert Reichel, Kariya               |        |
| 1997 | Tommy Salo         | Blake, Numminen                      | Vladimír Vůjtek, Martin Procházka, Nylander          |        |
| 1998 | Tommy Salo         | Karalahti, František Kučera          | Forsberg, Sundin, Peltonen                           |        |
| 1999 | Tommy Salo         | Karalahti, Pavel Kubina              | Selänne, Koivu, Martin Ručinský                      |        |
| 2000 | Roman Čechmánek    | Michal Sýkora, Petteri Nummelin      | Šatan, Jiří Dopita, Tomáš Vlasák                     |        |
| 2001 | Milan Hnilička     | Petteri Nummelin, Johnsson           | Kapanen, Robert Reichel, Martin Ručinský             |        |
| 2002 | Maxim Sokolov      | Lintner, Rhodin                      | Šatan, Hagman, Bondra                                |        |
| 2003 | Sean Burke         | Višňovský, Bouwmeester               | Sundin,Forsberg, Heatley                             |        |
| 2004 | Henrik Lundqvist   | Chára, Tärnström                     | Heatley, Peltonen, Jaromír Jágr                      |        |
| 2005 | Tomáš Vokoun       | Marek Židlický, Kronwall             | Jaromír Jágr, Thornton, Rick Nash                    |        |
| 2006 | Andrèj Mezin       | Petteri Nummelin, Kronwall           | Crosby, David Výborný, Alexandr Ovečkin              | [ 1 ]  |
| 2007 | Kari Lehtonen      | Petteri Nummelin, Markov             | Morozov, Malkin, Rick Nash                           |        |
| 2008 | Jevgenij Nabokov   | Mike Green, Tomáš Kaberle            | Rick Nash, Dany Heatley, Alexandr Ovečkin            | [ 2 ]  |
| 2009 | Andrèj Mezin       | Shea Weber, Kenny Jönsson            | Ilja Kovalčuk, Martin St. Louis, Steven Stamkos      | [ 3 ]  |
| 2010 | Dennis Endras      | Petteri Nummelin, Christian Ehrhoff  | Pavel Dacjuk, Jevgenij Malkin, Magnus Pääjärvi       | [ 4 ]  |
| 2011 | Viktor Fasth       | David Petrasek, Marek Židlický       | Patrik Berglund, Jarkko Immonen, Jaromír Jágr        | [ 5 ]  |
| 2012 | Ján Laco           | Zdeno Chára, Ilja Nikulin            | Jevgenij Malkin, Patrick Thoresen, Henrik Zetterberg | [ 6 ]  |
| 2013 | Jhonas Enroth      | Roman Josi, Julien Vauclair          | Petri Kontiola, Paul Stastny, Henrik Sedin           | [ 7 ]  |
| 2014 | Pekka Rinne        | Seth Jones, Anton Bělov              | Sergej Plotnikov, Viktor Tichonov, Antoine Roussel   | [ 8 ]  |
| 2015 | Connor Hellebuyck  | Brent Burns, Oliver Ekman-Larsson    | Jaromír Jágr, Jason Spezza, Taylor Hall              | [ 9 ]  |
| 2016 | Mikko Koskinen     | Nikita Zajcev, Mike Matheson         | Patrik Laine, Vadim Šipačov, Mikael Granlund         | [ 10 ] |
| 2017 | Andrej Vasilevskij | Colton Parayko, Dennis Seidenberg    | William Nylander, Artěmij Panarin, Nathan MacKinnon  | [ 11 ] |
| 2018 | Anders Nilsson     | Adam Larsson, Oliver Ekman-Larsson   | Rickard Rakell, Patrick Kane, Sebastian Aho          | [ 12 ] |
| 2019 | Andrej Vasilevskij | Filip Hronek, Mikko Lehtonen         | Mark Stone, William Nylander, Jakub Voráček          | [ 13 ] |
| 2020 | –                  | –                                    | –                                                    |        |
| 2021 | Jussi Olkinuora    | Moritz Seider, Korbinian Holzer      | Andrew Mangiapane, Conor Garland, Liam Kirk          | [ 14 ] |
| 2022 | Jussi Olkinuora    | Mikko Lehtonen, Seth Jones           | Roman Červenka, Pierre-Luc Dubois, Sakari Manninen   | [ 15 ] |
| 2023 | Artūrs Šilovs      | MacKenzie Weegar, Moritz Seider      | John-Jason Peterka, Rocco Grimaldi, Dominik Kubalík  | [ 16 ] |
| 2024 | Lukáš Dostál       | Roman Josi, Erik Karlsson            | Kevin Fiala, Dylan Cozens, Roman Červenka            | [ 17 ] |
| 2025 | Leonardo Genoni    | Dean Kukan, Zach Werenski            | David Pastrňák, Elias Lindholm, Nick Olesen          |        |